# Главно управление за имперска сигурност
Главно управление за имперска сигурност (на немски: Reichssicherheitshauptamt RSHA) (съкращавано РСХА) е ръководещият орган на политическото разузнаване и полицията по сигурността на Третия райх.

## Общи сведения
Създадено е на 27 септември 1939 г., в резултат на обединяването на Главно управление на полицията по сигурността Sicherheitspolizei (Sipo) и Службата за сигурност (СД). Било е на подчинение на райхсфюрера на СС и ръководителя на германската полиция Хайнрих Химлер. Главно управление за имперска сигурност било едно от 12-те главни управления на СС с щат от 3000 служители.
За началник на РСХА бил назначен Райнхард Хайдрих, който ръководи тази организация до 27 май 1942 г., когато срещу него е извършен атентат. Раните, получени в резултат на нападение на чехите се оказват смъртоносни и на 4 юни 1942 г. първият шеф РСХА умира. От 28 май до 31 декември 1942 г. Главно управление за имперска сигурност е оглавявано от райхсфюрера от СС Химлер. Заменя го доктор Ернст Калтенбрунер, който е назначен на този пост на 30 януари 1943 г. и го заема до края на Втората световна война.

## Структура на РСХА
РСХА е окончателно формирано през септември 1940 г. и включва седем департамента, всеки от които има свои подразделения. По долу е дадена структурата на РСХА, съществувала от март 1941 г. до края на войната:
1-ви Департамент (кадрови и организационни въпроси). Началници: бригадефюрер от СС Бруно Щрекенбах (1940 – 43); бригадефюрер от СС Ервин Шулц (до ноември 1943 г.); оберфюрер от СС Ерлингер (ноември 1943-април 1945); щандартенфюрер от СС Фраке-Грикш (май 1945).
- I A (Кадри): щандартенфюрер от СС и оберрегирунгсрат доктор Валтер Блюме, (от 1 април 1943 – оберщурмбанфюрер от СС и оберрегирунгсрат Густав фон Фелде)
  - I A 1 (Общи въпроси): щурмбанфюрер от СС и регирунгсрат Роберт Мор
  - I A 2 (Кадри Гестапо): щурмбанфюрер от СС и регирунгсрат Карл Тент
  - I A 3 (Кадри Крипо): щтурмбанфюрер от СС и регирунгсрат Георг Шрепел
  - I A 4 (Кадри СД): щурмбанфюрер от СС Фриц Брауне
  - I A 5 (Партийни кадри и кадри на СС): н/д.
  - I A 6 (Социално обезпечение):оберщурмбанфюрер от СС и оберрегирунгсрат Едмунд Тринкл
- I B (Образование и възпитание) щандартенфюрер от СС Ервин Шулц
  - I B 1 (Мирогледно възпитание): щурмбанфюрер от СС доктор Фридрих Енгел
  - I B 2 (Подрастващо поколение): щтурмбанфюрер от СС Рудолф Хотцел
  - I B 3 (Училищни учебни планове): регирунгсрат доктор Мартин Зандбергер
  - I B 4 (Другие учебные планы): регирунгсрат и криминалрат Реннау
- I C (Физическо развитие): щандартенфюрер от СС и оберрегирунгсрат фон Даниелс
  - I C 1 (Общо физическо възпитание): н/д.
  - I C 2 (Физкултурни школи и военно образование): н/д.
- I D (Криминални дела): бригадефюрер от СС и генерал-майор от полицията Бруно Щрекенбах
  - I D 1 (Въпроси на криминалното наказание): щурмбанфюрер от СС и регирунгсрат Шулц
  - I D 2 (Дисциплинарни въпроси в СС): щурмбанфюрер от СС доктор Валтер Хенш

2-ри Департамент (административни, правни и финансови въпроси). Началници: щандартенфюрер от СС и полковник от полицията Ханс Нокеман; оберщурмбанфюрер от СС Рудолф Зигерт (19 ноември 1942 – 1943); щандартенфюрер от СС Курт Притцел щандартенфюрер от СС Йозеф Шпацил (1 март 1944-до края на войната).
- II A (Организация и право): щурмбанфюрер от СС и регирунгсрат доктор Рудолф Билфингер
  - II A 1 (Организация на полицията по сигурността и СД): хауптщурмфюрер и регирунгсасесор доктор Алфред Шведер
  - II A 2 (Законодателен отдел): щурмбанфюрер от СС и регирунгсрат доктор Курт Найфайнд
  - II A 3 (Съдебни постановления и наказателна система): щурмбанфюрер от СС и регирунгсрат доктор Фридрих Зур (приемник на щурмбанфюрера от СС Паул Милиус)
  - II A 4 (Въпроси на държавната отбрана): щурмбанфюрер от СС и регирунгсрат Валтер Ренкен
  - II A 5 (Установяване на самоличността на враговете на народа и райха и лишаването им от гражданство): щурмбанфюрер от СС и регирунгсрат Хайнц Рихтер
- II B (Принципни въпроси на паспортната служба и връзка с чуждестранни полиции): министериалрат Йоханес Краузе
  - II B 1 (Паспортни въпроси I): регирунгсрат доктор Хофман, регирунгсрат доктор Бауман
  - II B 2 (Паспортни въпроси II): регирунгсрат Карл Вайнтц
  - II B 3 (Удостоверяване на самоличността): регирунгсрат Ролф Келбинг
  - II B 4 (Принципни въпроси по сътрудничеството с чуждестранни полиции и гранична охрана): оберрегирунгсрат Рудолф Крьонинг
- II C a (Бюджет и материална част на полицията по сигурността) щандартенфюрер от СС и министериалрат доктор Рудолф Зигерт
  - II C 1 (Бюджет и заплати) щандартенфюрер от СС и министериалрат доктор Рудолф Зигерт
  - II C 2 (Снабдяване и планирани разходи): щурмбанфюрер от СС и регирунгсрат Арнолд Креклов
  - II C 3 (Квартирно доволствие и затворническа служба): щурмбанфюрер от СС и регирунгсрат доктор Рудолф Бергман (към затворите на подчинение на полицията се отнасяли и трудовите лагери)
  - II C 4 (Материална част): щурмбанфюрер от СС и амтсрат Йозеф Майер
- II C b (Бюджет и материална част на СД): оберщурмбанфюрер от СС Карл Броке
  - II C 7 (Бюджет и заплати на СД): хауптщурмфюрер от СС Оскар Радтке
  - II C 8 (Доставки, застраховане, недвижима собственост, строителство, транспорт): щурмбанфюрер от СС Шмит
  - II C 9 (Контролно-ревизионна служба): щурмбанфюрер от СС Витих
  - II C 10 (каса и отчетност): н/д
- II D (Техническа служба): оберщурмбанфюрер от СС Валтер Рауф
  - II D 1 (Радио-, фото- и кинослужба) щурмбанфюрер от СС и полицайрат Райнер Готщайн
  - II D 2 (Телефонно-телеграфна служба): щурмбанфюрер от СС и полицайрат Валтер
  - II D 3 a (Транспортни средства на полицията по сигурността): хауптщурмфюрер от СС и капитан от ШУПО (патрулно-постовата полиция) Фридрих Прадел
  - II D 3 b (Транспортни средства на СД): хауптщурмфюрер от СС Гаст, унтерщурмфюрер СС Хайнрих
  - II D 4 (Оръжейна служба): щурмбанфюрер от СС и полицайрат Лутер
  - II D 5 (Авиослужба): щурмбанфюрер от СС и майор от ШУПО Леополд
  - II D 6 (Управление на стопанството на техническите фондове на полицията по сигурността и СД): полицайрат Кемпф

3-ти Департамент (служба за сигурност (СД)). В рамките на департамента се разглеждали въпроси по държавното строителство на райха, имиграцията, расата и народното здраве, науката и културата, промишлеността и търговията. Началник: групенфюрер от СС Ото Олендорф ((en))
- III A (Въпроси на правовия ред и държавното строителство): щурмбанфюрер от СС доктор Карл Генгенбах, щурмбанфюрер от СС Волфганг Райнхолц (края на 1941 – 1945 г.)
  - III A 1 (Общи въпроси на трудовата дейност): хауптщурмфюрер от СС доктор Юстус Бейер
  - III A 2(Право): хауптщурмфюрер от СС и регирунгсрат доктор Хайнрих Малц
  - III A 3 (Законотворчество и управление): н/д.
  - III A 4 (Общи въпроси на народния бит): н/д.
- III B (Население на райха): щурмбанфюрер от СС доктор Ханс Елих, доктор Херберт Щрикнер (от октомври 1942)
  - III B 1 (Народни дела): хауптщурмфюрер от СС доктор Хайнц Хумитцш
  - III B 2 (Национални малцинства): н/д.
  - III B 3 (Въпроси на расата и здравето на нацията): хауптщурмфюрер от СС Шнайдер
  - III B 4 (Имиграция и преселване): щурмбанфюрер от СС и регирунгсрат доктор Бруно Мюлер
  - III B 5 (Окупирани територии): щурмбанфюрер от СС Еберхард фрайхер фон цу Щайнфюрт
- III C (Култура): щурмбанфюрер от СС доктор Вилхелм Шпенглер
  - III C 1 (Наука): хауптщурмфюрер от СС доктор Ернст Туровски
  - III C 2 (Възпитание и религиозни въпроси): хауптщурмфюрер от СС доктор Хайнрих Зайберт, хауптщурмфюрер от СС доктор Рудолф Бьомер (от средата на 1942 г. и до края на войната)
  - III C 3 (Народна култура и изкуство): хауптщурмфюрер от СС доктор Ханс Рьоснер
  - III C 4 (Преса, издателско дело и радио): хауптщурмфюрер от СС Валтер фон Килпински
- III D (Икономика): щурмбанфюрер от СС Вили Зайберт
  - III D 1 (Хранителна промишленост): н/д.
  - III D 2 (Търговия, занаяти и транспорт): щурмбанфюрер от СС Хайнц Крьогер
  - III D 3 (Финансови учреждения, валута, банки и борси, застраховане): н/д.
  - III D 4 (Промишленост и енергетика): н/д.
  - III D 5 (Работна и социална служби): щурмбанфюрер от СС доктор Ханс Леетш

4-ти Департамент (тайна държавна полиция на райха – Гестапо). Контраразузнаване, борба със саботажите, диверсиите, вражеската пропаганда и унищожаването на евреите. Началник: групенфюрер от СС Хайнрих Мюлер. Заместник: щурмбанфюрер от СС Вилхелм Крихбаум (по-известен като „Вили К.“)
- IV A (Борба с противника): оберщурмбанфюрер от СС и оберрегирунгсрат Фридрих Панцингер
  - IV A 1 (Комунисти, марксисти, тайни организации, военни престъпления, незаконна и вражеска пропаганда): щурмбанфюрер от СС и криминалдиректор Йозеф Вогт, хауптщурмфюрер от СС доктор Гюнтер Кноблох (от август 1941 г.)
  - IV A 2 (Борба със саботажа, контраразузнаване, политически фалшификации): хауптщурмфюрер от СС комисар от криминалната полиция Хорст Копков, оберщурмфюрер от СС Бруно Затлер (от 1939 г.), щурмбанфюрер от СС Курт Гайслер (от лятото на 1940 г.)
  - IV A 3 (Реакционери, опозиционери, монархисти, либерали, емигранти, предатели на Родината): щурмбанфюрер от СС и криминалдиректор Вили Литценберг
  - IV A 4 (Служба за охрана, предотвратяване на покушенията, външно наблюдение, специални задачи, отряди за издирване и преследване на престъпниците): щурмбанфюрер от СС и криминалдиректор Франц Шулц
- IV B: (Секти): щурмбанфюрер от СС Алберт Хартл, оберфюрер от СС Ахамер-Пифрадер (от февруари 1944 г.)
  - IV B 1 (Политически църковни деятели/католици): щурмбанфюрер от СС и регирунгсрат Ерих Рот
  - IV B 2 (Политически църковни деятели/протестанти): щурмбанфюрер от СС и регирунгсрат Ерих Рот
  - IV B 3 (други църкви, франкмасони): Ото-Вилхелм Вандеслебен (от декември 1942 г.)
  - IV B 4 (еврейски въпрос – евакуация на евреите, охрана на имуществото (от 1943 г.), лишаване от гражданство (от 1943 г.)): щурмбанфюрер от СС Адолф Айхман
- IV С: (Картотека): оберщурмбанфюрер от СС и оберрегирунгсрат Фриц Ранг
  - IV C 1 (Обработка на информацията, главна картотека, справочна служба, наблюдение над чужденците, централен визов отдел): полицайрат Паул Мацке
  - IV C 2 (Превантивен арест): щурмбанфюрер от СС, регирунгсрат и криминалрат доктор Емил Берндорф
  - IV C 3 (Наблюдение над пресата и издателствата): щурмбанфюрер от СС, регирунгсрат доктор Ернст Яр
  - IV C 4 (Наблюдение над членовете на НСДАП): щурмбанфюрер от СС и криминалрат Курт Щаге
- IV D (Окупирани територии): оберщурмбанфюрер от СС доктор Ервин Вайнман
  - IV D 1 (въпроси по протектората на Бохемия и Моравия): доктор Густав Йонак, щурмбанфюрер от СС доктор Бруно Летов (от септември 1942 г.), оберщурмбанфюрер от СС Курт Лишка (от ноември 1943 г.)
  - IV D 2 (по въпросите на генерал-губернаторството): регирунгсрат Карл Тиман, оберщурмбанфюрер от СС и оберрегирунгсрат доктор Йоахим Деумлинг (от юли 1941 г.), щурмбанфюрер от СС и регирунгсрат Харо Томсен (от юли 1943 г.)
  - IV D 3 (Чужденци от вражески държави): хауптщурмфюрер от СС и криминалрат Эрих Шрьодер, щурмбанфюрер от СС Курт Гайслер (от лятото на 1941 г.)
  - IV D 4 (Окупирани територии: Франция, Люксембург, Елзас-Лотарингия, Белгия, Холандия, Норвегия, Дания): щурмбанфюрер от СС и регирунгсрат Бернхард Баатц
- IV E (Контраразузнаване): щурмбанфюрер от СС и регирунгсрат Валтер Шеленберг; щурмбанфюрер от СС Валтер Хупенкотен (от юли 1941 г.)
  - IV E 1 (Общи въпроси на контраразузнаването, дела за измяна на родината и шпионаж, контраразузнаване на промишлени предприятия): хауптщурмфюрер от СС и комисар от криминалната полиция Курт Линдов
  - IV E 2 (противодействие на икономическия шпионаж): регирунгсамтман Себастиан
  - IV E 3 (Служба за контраразузнаване „Запад“): хауптщурмфюрер от СС и криминалрат доктор Херберт Фишер
  - IV E 4 (Служба контраразузнаване „Север“): криминалдиректор доктор Ернст Шамбахер
  - IV E 5 (Служба контраразузнаване „Изток“): щурмбанфюрер от СС и криминалдиректор Валтер Кубицки
  - IV E 6 (Служба контраразузнаване „Юг“): хауптщурмфюрер от СС и криминалрат доктор Шмитц
- IV N (Събиране на информация): н/д.
- IV P (Въпроси по чуждестранната полиция) криминалрат Алвин Випер (от август 1941 г.)
- IV F (създадено през 1943 г.)
  - IV F 1 (Гранична полиция): н/д.
  - IV F 2 (Бюро паспорти): н/д.

5-и Департамент (криминална полиция – Крипо). Криминални престъпления (в това число мошеничество, престъпления против нравствеността и др.) и закононарушения. Началници: Артур Небе (септември 1939-28 юни 1944 г.); Фридрих Панцингер (от юни 1944 г.).
- V A (Криминална политика и профилактика на закононарушенията): щандартенфюрер от СС Паул Вернер
  - V A 1 (Правови въпроси, международно сътрудничество и издирване): регирунгсрат и криминалрат доктор Франц Вехтер
  - V A 2 (Профилактика на закононарушенията): щурмбанфюрер от СС и регирунгсрат Фридрих Ризе
  - V A 3 (Женска криминална полиция): криминалдиректорин Фридерике Викинг
- V B (Следствие): регирунгсрат и криминалрат Георг Галзов
  - V B 1 (Особено тежки престъпления): регирунгсрат Ханс Лобс
  - V B 2 (Мошеничество): криминалдиректор Расов
  - V B 3 (Престъпления против морала и нравствеността): криминалдиректор Наук
- V C (отдел криминална техника Крипо и издирване): оберрегирунгсрат и криминалрат Волфганг Бергер
  - V C 1 (Централен отдел по криминална техника Крипо на Райха): щурмбанфюрер от СС и криминалдиректор Мюлер
  - V C 2 (Издирване): криминалдиректор доктор Карл Баум
- V D (Криминално-технически институт на полицията по сигурността): оберщурмбанфюрер СС и оберрегирунгс- и криминалрат доктор Валтер Хес
  - V D 1 (Дактилоскопичен анализ): хауптщурмфюрер от СС и криминалрат доктор Валтер Шаде
  - V D 2 (Химически и биологичен анализ): унтерщурмфюрер от СС доктор Алберт Видман
  - V D 3 (Разпит на свидетели): криминалрат доктор Феликс Витлих

6-и Департамент (т.н. СД – зад граница). Разузнавателна дейност в Северна, Западна и Източна Европа, СССР, САЩ, Великобритания и в страните от Южна Америка. Началници: Хайнц Йост (27 септември 1939-22 юни 1941 г.); Ервин Вайнман (13 януари-юли 1942 г.); Валтер Шеленберг (от 22 юни 1942 – до края на войната).
- VI A (Обща организация на разузнавателната служба): оберщурмбанфюрер от СС доктор Алберт Филберт, щандартенфюрер от СС доктор Мартин Зандбергер (от януари 1944 г.)
  - VI A 1 (Пълномощник по въпросите на свръзката): групенлайтер на 6-и Департамент
  - VI A 2 (Пълномощник по обезпечаване на сигурността на задграничните контакти): н/д.
  - VI A 3 (Пълномощник на СД I за район „Запад“: Мюнстер, Ахен, Билефелд, Дортмунд, Кьолн, Дюселдорф, Кобленц, Касел, Франкфурт на Майн, Дармщадт, Нойщадт, Карлсруе, Щутгарт): оберщурмбанфюрер от СС Хенрих Бернхард
  - VI A 4 (Пълномощник на СД II за район „Север“: Бремен, Брауншвайг, Люнебург, Хамбург, Кил, Шверин, Щетин, Нойщетин): оберщурмбанфюрер от СС доктор Херман Леман
  - VI A 5 (Пълномощник на СД III за район „Изток“: Данциг, Кьонигсберг, Аленщайн, Тилзит, Торн, Позен, Хоензалц, Литцманщат, Бреслау, Лигниц, Опелн, Катовиц, Тропау, Генерал-губернаторство): щурмбанфюрер от СС Карл фон Залиш
  - VI A 6 (Пълномощник на СД IV за район „Юг“: Виена, Грац, Инсбрук, Клагенфурт, Линц, Залцбург, Мюнхен, Аугсбург, Байройт, Нюрнберг, Вюрцбург, Прага): щурмбанфюрер от СС Херман Лапер
  - VI A 7 (Пълномощник на СД V за район „Център“: Берлин, Потсдам, Франкфурт на Одер, Дрезден, Хале, Лайпциг, Кемниц, Десау, Ваймар, Магдебург, Райхенберг, Карлсбад): оберщурмбанфюрер от СС Карл Тиман
- VI B (Германско-италиански подконтролни територии в Европа, Африка и в Близкия изток; общо 10 отдела): до 1943 н/д., от 1943 г. – щандартенфюрер от СС Ойген Щаймле
- VI C (Изток, руско-японски подконтролни територии) до април 1941 н/д., от април 1941 г. – оберщурмбанфюрер от СС и оберрегирунгсрат доктор Хайнц Грефе
  - VI C/Z (1942/43): оберщурмбанфюрер от СС доктор Рудолф Ойбсгер-Рьодер
- VI D (Запад, англо-американски подконтролни територии; общо 9 отдела): до септември 1942 н/д., оберщурмбанфюрер от СС доктор Теодор Пьофген
- VI E (Изучаване на настроенията във вражеските държави; общо 6 отдела): оберщурмбанфюрер от СС доктор Хелмут Кнохен, оберщурмбанфюрер от СС доктор Валтер Хамер (от юни 1942 г.)
- VI F (Технически средства за разузнаване зад граница; общо 7 отдела): оберщурмбанфюрер от СС Валтер Рауф
- VI G (Използване на научната информация): създаден през 1942 г.
- VI S (Политически саботаж): създаден през 1942 г.

7-и Департамент (справочно-документална служба). Началници: щандартенфюрер от СС Франц Зикс, оберщурмбанфюрер от СС Паул Дител (от 1943 г.).
- VII A (Изучаване и обобщаване на документацията): оберщурмбанфюрер от СС и оберрегирунгсрат Паул Милиус
  - VII A 1 (Библиотека): хауптщурмфюрер от СС доктор Валдемар Бейер
  - VII A 2 (Изучаване и обработка на материали от пресата): хауптщурмфюрер от СС Хелмут Мерингер
  - VII A 3 (Справочно бюро и служба за свръзка): хауптщурмфюрер от СС Карл Бурместер
- VII B (Подготовка, обработка, дешифровка на данни): н/д.
  - VII B 1 (Масони и евреи): н/д.
  - VII B 2 (Политически и църковни организации): хауптщурмфюрер от СС Фридрих Муравски
  - VII B 3 (Марксисти): унтерщурмфюрер от СС Хорст Манке
  - VII B 4 (Други противници): оберщурмбанфюрер от СС Ролф Мюлер
  - VII B 5 (Научни изследвания на вътрешногерманските проблеми): хауптщурмфюрер от СС доктор Ханс Шик
  - VII B 6 (Научни изследвания на международните проблеми): н/д.
- VII C (Архив, Музей, Специални научни изследвания): н/д.
  - VII C 1 (Архив): хауптщурмфюрер от СС Паул Дител
  - VII C 2 (Музей): първите ръководители са неизвестни, по-късно е оглавяван от Ханс Рихтер
  - VII C 3 (Специални научни изследвания): оберщурмбанфюрер от СС доктор Рудолф Левин

РСХА подготвяло високо квалифицирани специалисти в сферата на разузнаването, контраразузнаването, следствието и дознанието и играело ролята на „ковачница на кадри“ за СС и полицията на Третия райх. След капитулацията на Германия службите, влизали в РСХА, били ликвидирани в съответствие с решението на Нюрнбергския съд. Част от агентурата на Главно управление за имперска сигурност била превербувана от специалните служби на държавите-победителки.